# Burtenbach
Burtenbach település Németországban, azon belül Bajorországban. Lakosainak száma 3608 fő (2023. december 31.).

## Népesség
A település népessége az elmúlt években az alábbi módon változott:
| Lakosok száma | 984  | 1939 | 1903 | 2990 | 3283 | 3386 | 3402 | 3460 | 3462 | 3608 |
|               | 1875 | 1950 | 1975 | 1987 | 2012 | 2014 | 2016 | 2017 | 2021 | 2023 |